# Carl von Buseck
Carl Christian Friedrich Ludwig Emil Ernst Jakob Freiherr von Buseck (* 7. Dezember 1799 in Gießen; † 11. März 1870 ebenda) war hessischer Forstmeister und Abgeordneter.
Carl Freiherr von Buseck war der Sohn des Offiziers und Landtagsabgeordneten Karl von Buseck (1776–1852) und dessen erster Ehefrau Sophie Margaretha Wilhelmine geborene Freiin von Senckenberg (1777–1800), einziges Kind von Renatus Karl von Senckenberg. 1809 erfolgte die großherzoglich hessische Genehmigung der Führung des Freiherrntitels für die Gesamtfamilie. Carl von Buseck, der evangelischer Konfession war, heiratete 1827 in Darmstadt Marie Helene Wilhelmine geborene Siebert (1800–1855). Die Ehe blieb kinderlos.
Carl von Buseck studierte Forstwissenschaften und wurde Akzessist bei der Forstdirektion. 1824 wurde er zum Kammerjunker ernannt. Er war Revierförster in Nieder-Weisel, ab 1837 Revierförster im Revier Schiffenberg und ab 1846 Forstinspektor des Forst in Gießen.
Von 1832 bis 1833 gehörte er der Zweiten Kammer der Landstände an. Er wurde für den Wahlbezirk Oberhessen 5/Butzbach gewählt. In den Landständen vertrat er liberale Positionen. Er wurde am 16. Mai 1850 zum Nachfolger des Abgeordneten August Völcker in das Volkshaus des Erfurter Unionsparlaments gewählt, trat aber nie förmlich in die Kammer ein.